# Lex Voconia
La Lex Voconia è una legge romana del 169 a.C., approvata dai concilia plebis su proposta del tribuno della plebe Voconio Saxa, con l'appoggio di Catone il Censore.
Con questa legge si stabilì che nessun legatario potesse ricevere più di quanto avesse ricevuto l'erede. In tal caso però era facile aggirare lo scopo della disposizione disponendo un gran numero di legati che non superassero la quota attribuita al legatario.
Oltre ad essere stata uno dei perni fondamentali della cosiddetta media iurisprudentia, è rimasta sempre nella memoria dei giuristi come simbolo di svolta.
Essa infatti limitava la capacità successoria delle donne, più precisamente vietava che chi nel testamento lasciasse un'eredità superiore al valore di centomila assi non poteva istituire come erede una donna (anche se, tuttavia, quest'ultima poteva comunque ricevere l'eredità per fedecommesso).
Tra i motivi principali dell'emanazione di questa legge c'è la salvaguardia dell'adgnatio in linea maschile.